# Richard Röstel
Richard Röstel (1872 – 1936 után) kétszeres olimpiai bajnok német tornász.
Az 1896. évi nyári olimpiai játékokon indult tornában. Kettő kivétellel az összes számban részt vett. Csapat korlátgyakorlatban és csapat nyújtógyakorlatban aranyérmes lett. Életéről nem sokat tudunk. 1936-ban még élt, mert részt vett az 1936. évi nyári olimpiai játékokon, ami Berlinben volt, ahova meg volt hívva az addigi összes német olimpiai bajnok.